# Gobbagombalin
Gobbagombalin é uma comunidade predominantemente agrícola na parte leste central de Riverina e um subúrbio de Wagga Wagga. Uma parte de Gobbagombalin adjacente ao subúrbio de Estella e ao norte da Old Narrandera Road foi dividida em zonas residenciais sob o Plano Ambiental Local Wagga Wagga 2010 em julho de 2010, com o desenvolvimento suburbano da área a partir de 2013. A parte suburbana de Gobbagombalin está sendo comercializada sob vários nomes, incluindo Estella Rise e Estella Heights, bem como Gobbagombalin, apesar de Estella ser uma localidade separada mais ao leste de Gobbagombalin.
O nome Gobbagombalin está associado à história tradicional de Wiradjuri referente a dois indivíduos, Gobbagumbalin, um jovem, e Pomingalarna, uma jovem, que violou a lei tradicional e foi punida com a morte. Segundo a história, lembretes da morte do casal podem ser encontrados no canto de luto dos sapos locais.
As ruas na área suburbana de Gobbagombalin recebem o nome de paróquia de Riverina.